# Divock Origi
Divock Origi (prononcé en anglais du Kenya : diˈvɔk ɔˈkɔθ oˈrigiː), né le 18 avril 1995 à Ostende en Belgique, est un footballeur international belge qui joue au poste d'attaquant. Il possède également la nationalité kényane.
Arrivé de Belgique au LOSC Lille en 2010 pour terminer sa formation, Origi y commence sa carrière en tant qu'attaquant. Il est élu espoir belge de l'année en 2014. Depuis son arrivée à Liverpool et malgré un temps de jeu limité, l'international belge fait le bonheur du club et de ses supporters en marquant, notamment, de nombreux buts cruciaux.

## Biographie

### Jeunesse
Né de parents kenyans d'ethnie Luo, Divock Origi né lors du passage de son père Mike, avant centre, au KV Ostende, grandit à Houthalen-Helchteren. Il commence le football au KFC De Zwaluw Wiemismeer avant de rejoindre le KRC Harelbeke puis le KRC Genk. Après avoir été formé au sein du KRC Genk, il démissionne du club en 2010 puis rejoint le LOSC Lille dans la foulée. Ce « transfert » donne lieu à une procédure devant la chambre de résolution des litiges de la FIFA puis le Tribunal arbitral du sport (TAS) quant au versement d'une indemnité de formation. Le 5 juin 2015, le TAS décide que l'indemnité à verser est d'un montant de 300 000 € augmenté d'intérêts.

### Lille OSC
Le 2 février 2013, il fait ses débuts professionnels contre Troyes en remplacement de Ronny Rodelin à la 69e minute et marque son premier but seulement six minutes plus tard. Rudi Garcia en fait ensuite un remplaçant participant à quasiment tous les matchs de la fin de saison. Il est le remplaçant qui est rentré le plus de fois en jeu en 2013 en Ligue 1.
Lors de la saison 2013-2014, il est de plus en plus utilisé dans l'équipe type de René Girard.
À la suite d'une blessure de Marvin Martin, l'entraîneur René Girard lui donne plus de temps de jeu et en fait un titulaire régulier, ce qui permet à Origi d'enchainer les bonnes performances : le 8 février 2014 il marque sur corner contre Sochaux et le match suivant il marque d'une belle frappe enroulée (sa spécialité) contre Evian. La semaine suivante, Origi est de nouveau titulaire contre Lyon. Il ne marque pas mais se procure de belles occasions, notamment un tir de 35 mètres sur la barre d'Anthony Lopes.
Le 23 mars 2014, lors de Monaco-Lille, il est titularisé à la place de Nolan Roux en manque de réussite, dans un 4-3-3 avec Salomon Kalou en pointe et Ryan Mendes et lui-même sur les côtés. Rapidement mené 1-0, il marque le but égalisateur du Lille OSC d'un superbe plat du pied entre le gardien et le poteau. Ce but, inscrit en direct devant les caméras de Canal+, lui vaut d'être mis en lumière à la fin du match par Hervé Mathoux et toute son équipe.

### Liverpool FC
Le 29 juillet 2014, il signe un contrat de cinq ans avec Liverpool FC mais est directement prêté une saison au LOSC pour parfaire son apprentissage.

#### Saison 2014-2015 (prêt au LOSC Lille)

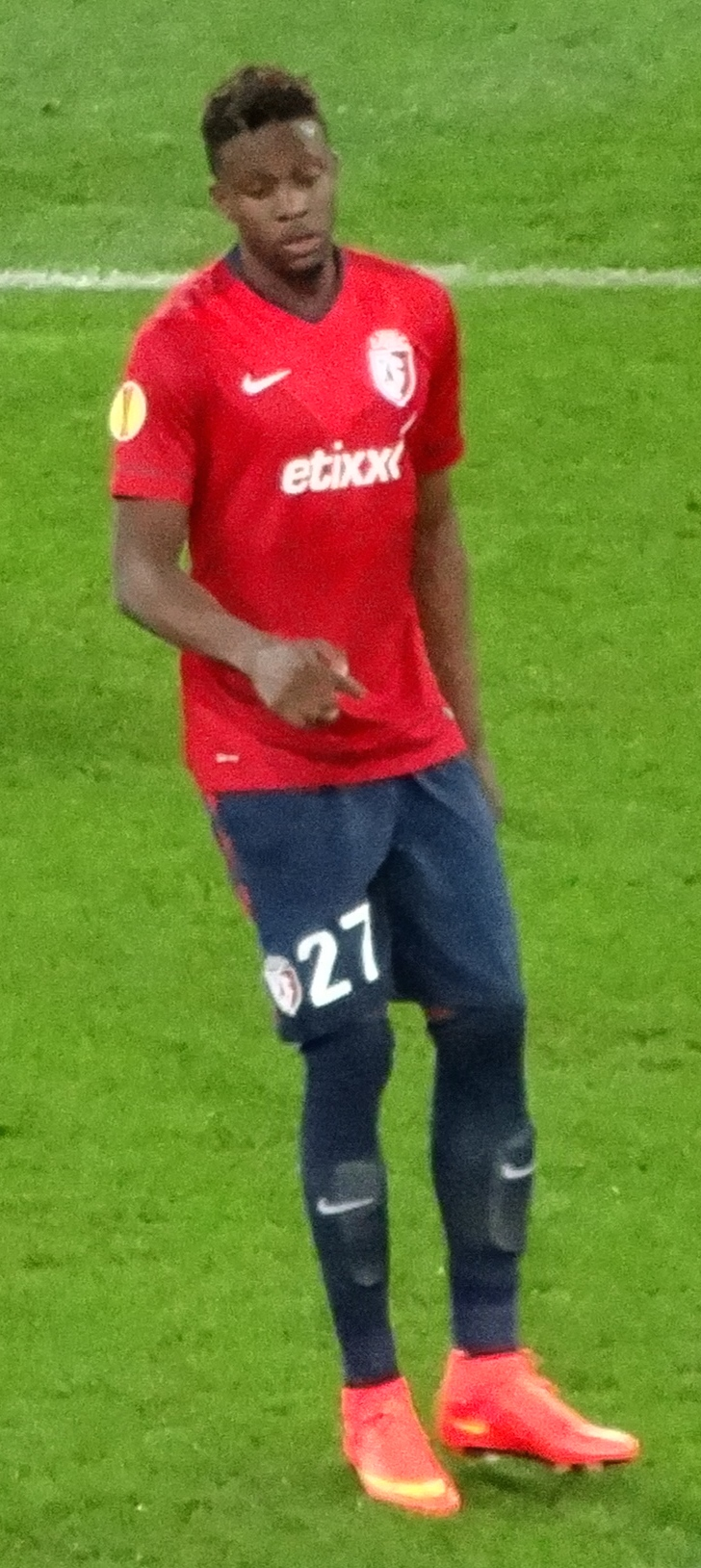
Divock Origi avec le LOSC, lors d'un match de Ligue Europa.

Le 15 mars 2015, il inscrit le premier triplé de sa carrière lors du match face au Stade rennais lors de 29e journée de championnat. Il double par cette occasion son nombre de buts marqué en championnat cette saison là dans lequel il n'avait plus marqué en championnat depuis le 27 septembre.
À l'avant dernière journée de ligue 1, il est seul meilleur buteur du LOSC, mais c'est sans compter sur Nolan Roux qui, face au FC Metz (score final 1-4 en faveur du LOSC) marque un doublé et double ainsi Divock Origi qui lui ne marque pas lors de cette rencontre.

#### Saison 2015-2016

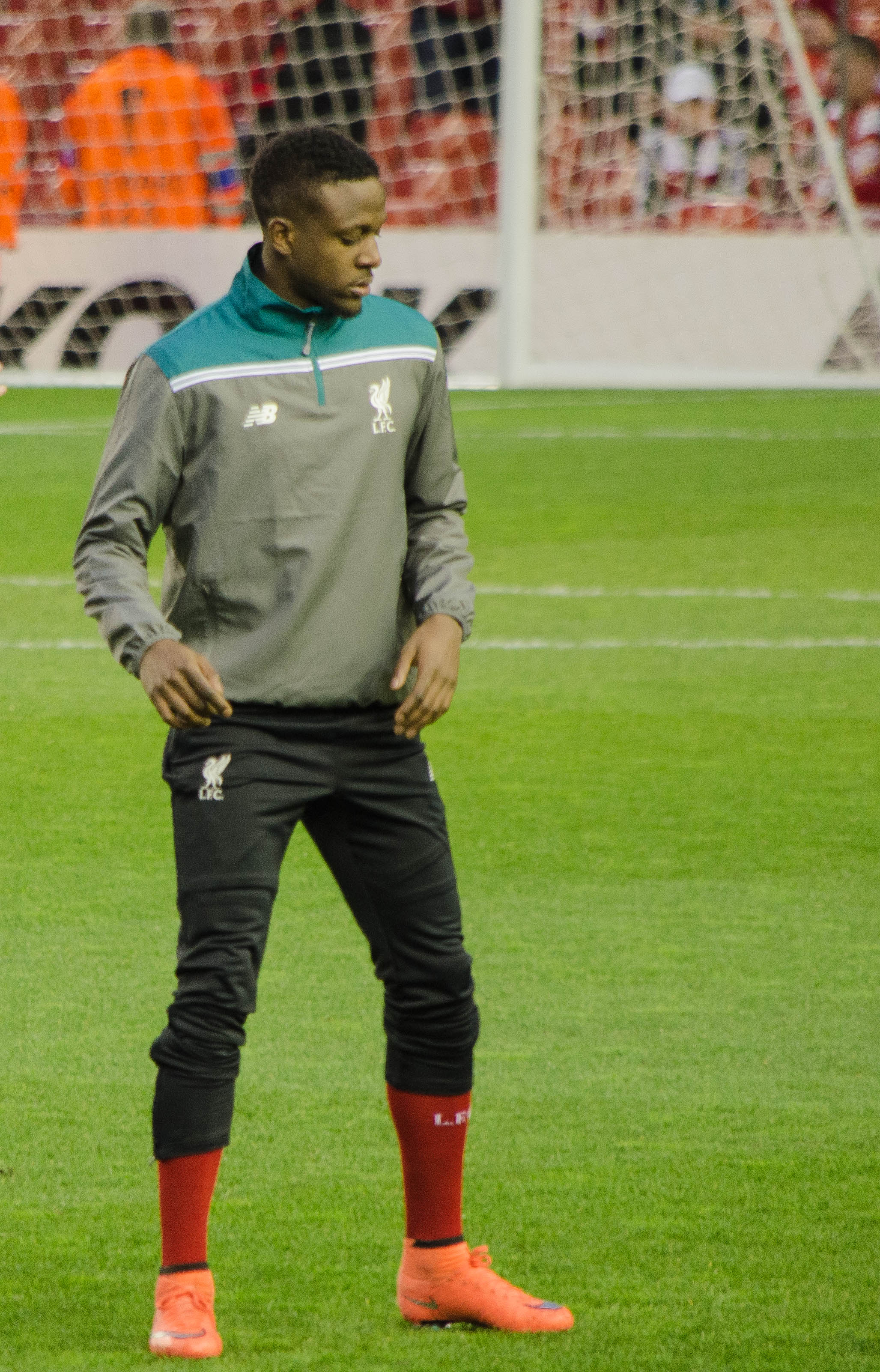
Divock Origi lors d'un échauffement d'avant-match avec Liverpool en Ligue Europa.

A l'été 2015, le jeune attaquant revient de son prêt à Lille et intègre Liverpool. Sous Brendan Rodgers, le jeune attaquant ne joue pas une minute de jeu. Lors de l'arrivée de Jürgen Klopp, Origi commence à jouer, inscrit un triplé contre Southampton et récidive en égalisant à la dernière minute contre West Bromwich Albion. Le match suivant, Liverpool FC prend une claque à domicile contre Watford (0-3). Le jeune belge rentre à la 70e minute, ne marque pas mais pèse énormément sur la défense adverse. Les supporteurs commencent alors à de plus en plus le solliciter. Mais à partir de janvier 2016, à la suite de nombreuses petites blessures, il est relégué sur le banc au profit de Philippe Coutinho et de Daniel Sturridge. Malgré cela, il marque son premier but en Ligue Europa sous les couleurs des Reds le 7 avril 2016 en quart de finale de la compétition face au Borussia Dortmund (résultat final 1-1). Il réduit également l'écart pour les siens lors du match retour et participe à la remontée au score historique de Liverpool (4-3 à la 91e minute) et donc la qualification pour les demi-finales de la compétition. Peu de temps avant ce match, en championnat, face à Stoke City, il inscrit un doublé, en étant rentré au jeu à la mi-temps. Une blessure le coupe dans sa bonne phase : lors du derby contre Everton (victoire 4-0), après avoir ouvert le score, le défenseur argentin Ramiro Funes Mori le tacle violemment par derrière. Celui-ci est exclu. Entre-temps il rate les demi-finales contre Villarreal que Liverpool remporte (3-1) sur les deux confrontations. Le 18 mai 2016, il effectue son retour lors de la finale de la Ligue Europa contre le double tenant du titre du FC Séville en montant au jeu à la 69e minute. Pourtant, Origi assiste impuissant à une défaite 3-1 bien que les Anglais aient ouvert le score. Il finit sa saison avec 10 buts et 3 passes décisives au compteur mais un bilan moins flatteur au niveau collectif puisque le club anglais a perdu deux finales.

#### Saison 2016-2017
La saison suivante est bien plus compliquée pour lui. Il perd sa place de titulaire à la suite des très bonnes prestations de Daniel Sturridge, Philippe Coutinho et Roberto Firmino. Mais le 26 novembre, lors du match contre Sunderland, Philippe Coutinho se blesse et le jeune belge rentre à la 34e minute. Il inscrit à cette occasion  son premier but de la saison d'une superbe frappe (victoire 2-0). Il récidive le match suivant en EFL Cup : il marque le premier but des Reds contre Leeds United. Il continue les matchs suivants en marquant encore quelques buts en championnat, affichant une grande forme, avant de réaliser de moins bonnes performances qui le renvoient sur le banc tout à la fin de la saison. Il finit cette saison avec sept buts en championnat.

#### Saison 2017-2018 (prêt au VfL Wolfsburg)
Lors des premiers matchs de la saison 2017-2018, Origi ne joue pas, et fait figure de remplaçant à Liverpool. En quête de temps de jeu et avec la Coupe du monde 2018 se profilant en fin de saison, l'attaquant demande à être prêté. Dans les dernières heures du mercato, Origi est prêté à Wolfsburg. En Bundesliga, il s'impose petit à petit comme attaquant titulaire du club allemand et marque plutôt régulièrement dès ses premiers mois.

#### Saison 2018-2019
La première partie de saison de Divock Origi est très compliquée. Excepté 11 minutes contre l'Étoile rouge de Belgrade en Ligue des champions, il ne joue aucun match que ce soit en Premier League ou en EFL Cup. Le 2 décembre 2018, Origi, entré au jeu en fin de seconde période, marque le but de la victoire lors du derby contre Everton dans les tout derniers instants du match. Le Belge profite d'une erreur du gardien Jordan Pickford pour envoyer le ballon de la tête au fond des filets, donnant un but qualifié d'« improbable » par la presse, tant pour son contexte que pour son auteur qui n'avait plus joué en Premier League depuis août 2017,,. La situation d'Origi s'éclaircit de plus en plus au fur et à mesure de la deuxième partie de la saison. En effet, il joue de plus en plus, notamment en Ligue des champions. Le 4 mai 2019, Origi se montre une nouvelle fois précieux pour son équipe après une entrée en jeu face à Newcastle United où il inscrit le but victorieux (2-3) permettant de maintenir Liverpool dans la course au titre. Le 7 mai 2019, Origi inscrit un important doublé permettant aux Reds de remporter le match retour de la demi-finale de Ligue des champions contre le FC Barcelone à Anfield (4-0). Liverpool s'était incliné 0-3 au Camp Nou à l'aller et réussit un exploit inattendu l'envoyant en finale. En finale de la Ligue des champions à l'Estadio Metropolitano, il marque un but à la 87e minute qui permet à son équipe de doubler la mise et de remporter sa sixième Ligue des champions (2-0). Divock Origi rentrant ainsi dans le cercle très fermé des belges vainqueurs de la "coupe aux grandes oreilles" avec Eric Gerets, Daniel Van Buyten et Simon Mignolet. Le fétiche Origi rentre ainsi un peu plus dans l'histoire de la Ligue des champions en devenant le premier joueur à avoir 100 % d'efficacité dans la compétition (3 tirs et 3 buts). Il devient également le deuxième belge de l'histoire à inscrire un but en finale de Ligue des champions après Yannick Ferreira Carrasco en 2016.  

### En sélections nationales
Possédant la double nationalité belgo-kenyane, Origi choisit de représenter la Belgique. Le 13 mai 2014, Divock Origi fait partie, contre toute attente, des 23 Belges sélectionnés par Marc Wilmots pour la Coupe du monde au Brésil. En effet selon le sélectionneur belge, Divock Origi serait le joueur ayant le profil le plus proche de Christian Benteke (blessé et forfait pour la Coupe du monde).
Le 26 mai 2014, il vit sa première apparition sous le maillot des diables rouges lors de la rencontre contre le Luxembourg (victoire 5-1 des Belges) mais le match est invalidé par la FIFA à la suite des sept changements de l'équipe belge. Le 1er juin 2014 il joue une partie du match Suède - Belgique gagné par la Belgique (0-2). Il est officiellement titularisé d'entrée de match pour la rencontre entre la Belgique et la Tunisie, le 7 juin 2014 (victoire 1-0). 
Convoqué pour la Coupe du monde 2014, il marque son premier but international le 22 juin 2014, contre la Russie au stade Maracanã de Rio de Janeiro (victoire 1-0) et qualifie la Belgique pour les huitièmes de finale. 
Divock Origi fait partie des 23 joueurs sélectionnés pour l'Euro 2016 en France. Cependant, il ne joue que deux matches, contre l'Italie et la Suède (en tant que remplaçant).
Roberto Martinez, sélectionneur de la Belgique, ne le retient pas pour disputer la Coupe du monde 2018.

## Statistiques

### En club
| Saison                | Club                     | Championnat           | Championnat | Championnat | Championnat | Coupe nationale | Coupe nationale | Coupe nationale | Coupe de la Ligue | Coupe de la Ligue | Coupe de la Ligue | Supercoupe | Supercoupe | Supercoupe | Compétition(s) continentale(s) | Compétition(s) continentale(s) | Compétition(s) continentale(s) | Compétition(s) continentale(s) | Autres compétitions | Autres compétitions | Autres compétitions | Autres compétitions | Total | Total | Total |
| Saison                | Club                     | Division              | M.          | B.          | P.d.        | M.              | B.              | P.d.            | M.                | B.                | P.d.              | M.         | B.         | P.d.       | Comp.                          | M.                             | B.                             | P.d.                           | Comp.               | M.                  | B.                  | P.d.                | M.    | B.    | P.d.  |
| 2012-2013             | LOSC Lille               | Ligue 1               | 10          | 1           | 0           | 0               | 0               | 0               | -                 | -                 | -                 | -          | -          | -          | C1                             | -                              | -                              | -                              | -                   | -                   | -                   | -                   | 10    | 1     | 0     |
| 2013-2014             | LOSC Lille               | Ligue 1               | 30          | 5           | 0           | 4               | 1               | 1               | 1                 | 0                 | 0                 | -          | -          | -          | -                              | -                              | -                              | -                              | -                   | -                   | -                   | -                   | 35    | 6     | 1     |
| 2014-2015             | LOSC Lille (prêt)        | Ligue 1               | 33          | 8           | 4           | 1               | 0               | 0               | 2                 | 0                 | 0                 | -          | -          | -          | C1+C3                          | 3+5                            | 0+1                            | 0+0                            | -                   | -                   | -                   | -                   | 44    | 9     | 4     |
| Sous-total            | Sous-total               | Sous-total            | 73          | 14          | 4           | 5               | 1               | 1               | 3                 | 0                 | 0                 | -          | -          | -          | -                              | 8                              | 1                              | 0                              | -                   | -                   | -                   | -                   | 89    | 16    | 5     |
| 2015-2016             | Liverpool FC             | Premier League        | 16          | 5           | 1           | 1               | 0               | 0               | 4                 | 3                 | 0                 | -          | -          | -          | C3                             | 12                             | 2                              | 2                              | -                   | -                   | -                   | -                   | 33    | 10    | 3     |
| 2016-2017             | Liverpool FC             | Premier League        | 34          | 7           | 4           | 3               | 1               | 0               | 6                 | 3                 | 0                 | -          | -          | -          | -                              | -                              | -                              | -                              | -                   | -                   | -                   | -                   | 43    | 11    | 4     |
| 2017-2018             | Liverpool FC             | Premier League        | 1           | 0           | 0           | -               | -               | -               | -                 | -                 | -                 | -          | -          | -          | C1                             | -                              | -                              | -                              | -                   | -                   | -                   | -                   | 1     | 0     | 0     |
| 2018-2019             | Liverpool FC             | Premier League        | 12          | 3           | 1           | 1               | 1               | 0               | -                 | -                 | -                 | -          | -          | -          | C1                             | 8                              | 3                              | 0                              | -                   | -                   | -                   | -                   | 21    | 7     | 1     |
| 2019-2020             | Liverpool FC             | Premier League        | 28          | 4           | 3           | 3               | 0               | 1               | 1                 | 2                 | 0                 | 1          | 0          | 0          | C1                             | 6                              | 0                              | 0                              | SCU+CMC             | 1+2                 | 0+0                 | 0+0                 | 42    | 6     | 4     |
| 2020-2021             | Liverpool FC             | Premier League        | 9           | 0           | 0           | 2               | 0               | 0               | 2                 | 1                 | 1                 | -          | -          | -          | C1                             | 4                              | 0                              | 1                              | -                   | -                   | -                   | -                   | 17    | 1     | 2     |
| 2021-2022             | Liverpool FC             | Premier League        | 7           | 3           | 1           | 1               | 0               | 1               | 3                 | 2                 | 1                 | -          | -          | -          | C1                             | 7                              | 1                              | 1                              | -                   | -                   | -                   | -                   | 18    | 6     | 4     |
| Sous-total            | Sous-total               | Sous-total            | 107         | 22          | 10          | 11              | 2               | 2               | 16                | 11                | 2                 | 1          | 0          | 0          | -                              | 37                             | 6                              | 4                              | -                   | 3                   | 0                   | 0                   | 175   | 41    | 18    |
| 2017-2018             | VfL Wolfsburg (prêt)     | Bundesliga            | 31          | 6           | 2           | 3               | 0               | 0               | -                 | -                 | -                 | -          | -          | -          | -                              | -                              | -                              | -                              | PO                  | 2                   | 1                   | 1                   | 36    | 7     | 3     |
| 2022-2023             | AC Milan                 | Serie A               | 27          | 2           | 1           | -               | -               | -               | -                 | -                 | -                 | 1          | 0          | 0          | C1                             | 8                              | 0                              | 0                              | -                   | -                   | -                   | -                   | 36    | 2     | 1     |
| 2023-2024             | Nottingham Forest (prêt) | Premier League        | 20          | 0           | 1           | 2               | 1               | 0               | -                 | -                 | -                 | -          | -          | -          | -                              | -                              | -                              | -                              | -                   | -                   | -                   | -                   | 22    | 1     | 1     |
| Total sur la carrière | Total sur la carrière    | Total sur la carrière | 258         | 44          | 18          | 21              | 4               | 3               | 19                | 11                | 2                 | 2          | 0          | 0          | -                              | 53                             | 7                              | 4                              | -                   | 5                   | 1                   | 1                   | 358   | 67    | 28    |

### En sélections nationales
| Saison                | Sélection             | Phases finales        | Phases finales | Phases finales | Phases finales | Éliminatoires CDM | Éliminatoires CDM | Éliminatoires CDM | Éliminatoires EURO | Éliminatoires EURO | Éliminatoires EURO | Ligue des Nations | Ligue des Nations | Ligue des Nations | Matchs amicaux | Matchs amicaux | Matchs amicaux | Total | Total | Total |
| Saison                | Sélection             | Compétition           | M              | B              | Pd             | M                 | B                 | Pd                | M                  | B                  | Pd                 | M                 | B                 | Pd                | M              | B              | Pd             | M     | B     | Pd    |
| --------------------- | --------------------- | --------------------- | -------------- | -------------- | -------------- | ----------------- | ----------------- | ----------------- | ------------------ | ------------------ | ------------------ | ----------------- | ----------------- | ----------------- | -------------- | -------------- | -------------- | ----- | ----- | ----- |
| 2013-2014             | Belgique              | Coupe du monde 2014   | 5              | 1              | 0              | -                 | -                 | -                 | -                  | -                  | -                  | -                 | -                 | -                 | 3              | 0              | 1              | 8     | 1     | 1     |
| 2014-2015             | Belgique              | -                     | -              | -              | -              | -                 | -                 | -                 | 4                  | 1                  | 1                  | -                 | -                 | -                 | 2              | 1              | 0              | 6     | 2     | 1     |
| 2015-2016             | Belgique              | Euro 2016             | 2              | 0              | 0              | -                 | -                 | -                 | 3                  | 0                  | 0                  | -                 | -                 | -                 | 3              | 0              | 0              | 8     | 0     | 0     |
| 2016-2017             | Belgique              | -                     | -              | -              | -              | 0                 | 0                 | 0                 | -                  | -                  | -                  | -                 | -                 | -                 | 1              | 0              | 0              | 1     | 0     | 0     |
| 2017-2018             | Belgique              | -                     | -              | -              | -              | 0                 | 0                 | 0                 | -                  | -                  | -                  | -                 | -                 | -                 | 2              | 0              | 0              | 2     | 0     | 0     |
| 2018-2019             | Belgique              | -                     | -              | -              | -              | -                 | -                 | -                 | 0                  | 0                  | 0                  | 1                 | 0                 | 0                 | -              | -              | -              | 1     | 0     | 0     |
| 2019-2020             | Belgique              | -                     | -              | -              | -              | -                 | -                 | -                 | 2                  | 0                  | 0                  | -                 | -                 | -                 | -              | -              | -              | 2     | 0     | 0     |
| 2020-2021             | Belgique              | -                     | -              | -              | -              | -                 | -                 | -                 | -                  | -                  | -                  | 0                 | 0                 | 0                 | 1              | 0              | 0              | 1     | 0     | 0     |
| 2021-2022             | Belgique              | -                     | -              | -              | -              | 2                 | 0                 | 0                 | -                  | -                  | -                  | -                 | -                 | -                 | 1              | 0              | 0              | 3     | 0     | 0     |
| Total sur la carrière | Total sur la carrière | Total sur la carrière | 7              | 1              | 0              | 2                 | 0                 | 0                 | 9                  | 1                  | 1                  | 1                 | 0                 | 0                 | 13             | 1              | 1              | 32    | 3     | 2     |

### Matchs internationaux
| Matchs internationaux de Divock Origi, | Matchs internationaux de Divock Origi, | Matchs internationaux de Divock Origi,                      | Matchs internationaux de Divock Origi, | Matchs internationaux de Divock Origi, | Matchs internationaux de Divock Origi,  | Matchs internationaux de Divock Origi, | Matchs internationaux de Divock Origi,                                   |
| #                                      | Date                                   | Lieu                                                        | Adversaire                             | Résultat                               | Compétition                             | Club                                   | Notes                                                                    |
| -------------------------------------- | -------------------------------------- | ----------------------------------------------------------- | -------------------------------------- | -------------------------------------- | --------------------------------------- | -------------------------------------- | ------------------------------------------------------------------------ |
| 1                                      | 26 mai 2014                            | Cristal Arena, Genk, Belgique                               | Luxembourg                             | V 5 - 1                                | Match amical                            | LOSC Lille                             | Entre en jeu à la place de Romelu Lukaku à la 61e minute de jeu.         |
| 2                                      | 1er juin 2014                          | Friends Arena, Solna, Suède                                 | Suède                                  | V 2 - 0                                | Match amical                            | LOSC Lille                             | Entre en jeu à la place de Romelu Lukaku à la 74e minute de jeu.         |
| 3                                      | 7 juin 2014                            | Stade Roi Baudouin, Bruxelles, Belgique                     | Tunisie                                | V 1 - 0                                | Match amical                            | LOSC Lille                             | Titulaire, remplacé par Romelu Lukaku à la 62e minute de jeu.            |
| 4                                      | 17 juin 2014                           | Mineirão, Belo Horizonte, Brésil                            | Algérie                                | V 2 - 1                                | Coupe du monde 2014                     | LOSC Lille                             | Entre en jeu à la place de Romelu Lukaku à la 58e minute de jeu.         |
| 5                                      | 22 juin 2014                           | Stade Maracanã, Rio de Janeiro, Brésil                      | Russie                                 | V 1 - 0                                | Coupe du monde 2014                     | LOSC Lille                             | Buteur, entre en jeu à la place de Romelu Lukaku à la 57e minute de jeu. |
| 6                                      | 26 juin 2014                           | Arena Corinthians, São Paulo, Brésil                        | Corée du Sud                           | V 1 - 0                                | Coupe du monde 2014                     | LOSC Lille                             | Entre en jeu à la place de Dries Mertens à la 60e minute de jeu.         |
| 7                                      | 1er juillet 2014                       | Itaipava Arena Fonte Nova, Salvador de Bahia, Brésil        | États-Unis                             | V 2 - 1 a.p.                           | Coupe du monde 2014                     | LOSC Lille                             | Titulaire, remplacé par Romelu Lukaku à la 91e minute de jeu.            |
| 8                                      | 5 juillet 2014                         | Stade national de Brasilia Mané Garrincha, Brasilia, Brésil | Argentine                              | D 0 - 1                                | Coupe du monde 2014                     | LOSC Lille                             | Titulaire, remplacé par Romelu Lukaku à la 59e minute de jeu.            |
| 9                                      | 4 septembre 2014                       | Stade Maurice-Dufrasne, Liège, Belgique                     | Australie                              | V 2 - 0                                | Match amical                            | LOSC Lille                             | Titulaire, remplacé par Mousa Dembélé à la 81e minute de jeu.            |
| 10                                     | 10 octobre 2014                        | Stade Roi Baudouin, Bruxelles, Belgique                     | Andorre                                | V 6 - 0                                | Éliminatoires de l'Euro 2016            | LOSC Lille                             | Titulaire et buteur, remplacé par Romelu Lukaku à la 66e minute de jeu.  |
| 11                                     | 13 octobre 2014                        | Stade Bilino-Polje, Zenica, Bosnie-Herzégovine              | Bosnie-Herzégovine                     | N 1 - 1                                | Éliminatoires de l'Euro 2016            | LOSC Lille                             | Titulaire.                                                               |
| 12                                     | 12 novembre 2014                       | Stade Roi Baudouin, Bruxelles, Belgique                     | Islande                                | V 3 - 1                                | Match amical                            | LOSC Lille                             | Buteur, entre en jeu à la place de Mousa Dembélé à la 46e minute de jeu. |
| 13                                     | 16 novembre 2014                       | Stade Roi Baudouin, Bruxelles, Belgique                     | Pays de Galles                         | N 0 - 0                                | Éliminatoires de l'Euro 2016            | LOSC Lille                             | Titulaire, remplacé par Dries Mertens à la 73e minute de jeu.            |
| 14                                     | 31 mars 2015                           | Stade Teddy, Jérusalem, Israël                              | Israël                                 | V 1 - 0                                | Éliminatoires de l'Euro 2016            | LOSC Lille                             | Entre en jeu à la place de Radja Nainggolan à la 86e minute de jeu.      |
| 15                                     | 3 septembre 2015                       | Stade Roi Baudouin, Bruxelles, Belgique                     | Bosnie-Herzégovine                     | V 3 - 1                                | Éliminatoires de l'Euro 2016            | Liverpool FC                           | Entre en jeu à la place de Romelu Lukaku à la 82e minute de jeu.         |
| 16                                     | 6 septembre 2015                       | Stade GSP, Nicosie, Chypre                                  | Chypre                                 | V 1 - 0                                | Éliminatoires de l'Euro 2016            | Liverpool FC                           | Entre en jeu à la place de Christian Benteke à la 46e minute de jeu.     |
| 17                                     | 13 octobre 2015                        | Stade Roi Baudouin, Bruxelles, Belgique                     | Israël                                 | V 3 - 1                                | Éliminatoires de l'Euro 2016            | Liverpool FC                           | Entre en jeu à la place de Romelu Lukaku à la 65e minute de jeu.         |
| 18                                     | 28 mai 2016                            | Stade de Genève, Carouge, Suisse                            | Suisse                                 | V 2 - 1                                | Match amical                            | Liverpool FC                           | Entre en jeu à la place de Dries Mertens à la 67e minute de jeu.         |
| 19                                     | 1er juin 2016                          | Stade Roi Baudouin, Bruxelles, Belgique                     | Finlande                               | N 1 - 1                                | Match amical                            | Liverpool FC                           | Titulaire, remplacé par Dries Mertens à la 57e minute de jeu.            |
| 20                                     | 5 juin 2016                            | Stade Roi Baudouin, Bruxelles, Belgique                     | Norvège                                | V 3 - 2                                | Match amical                            | Liverpool FC                           | Entre en jeu à la place de Dries Mertens à la 80e minute de jeu.         |
| 21                                     | 13 juin 2016                           | Parc Olympique lyonnais, Décines-Charpieu, France           | Italie                                 | D 0 - 2                                | Euro 2016                               | Liverpool FC                           | Entre en jeu à la place de Romelu Lukaku à la 73e minute de jeu.         |
| 22                                     | 22 juin 2016                           | Allianz Riviera, Nice, France                               | Suède                                  | V 1 - 0                                | Euro 2016                               | Liverpool FC                           | Entre en jeu à la place de Eden Hazard à la 93e minute de jeu.           |
| 23                                     | 1er septembre 2016                     | Stade Roi Baudouin, Bruxelles, Belgique                     | Espagne                                | D 0 - 2                                | Match amical                            | Liverpool FC                           | Titulaire, remplacé par Romelu Lukaku à la 67e minute de jeu.            |
| 24                                     | 10 novembre 2017                       | Stade Roi Baudouin, Bruxelles, Belgique                     | Mexique                                | N 3 - 3                                | Match amical                            | VfL Wolfsburg                          | Entre en jeu à la place de Romelu Lukaku à la 88e minute de jeu.         |
| 25                                     | 14 novembre 2017                       | Stade Jan-Breydel, Bruges, Belgique                         | Japon                                  | V 1 - 0                                | Match amical                            | VfL Wolfsburg                          | Entre en jeu à la place de Romelu Lukaku à la 74e minute de jeu.         |
| 26                                     | 18 novembre 2018                       | Luzern Arena, Lucerne, Suisse                               | Suisse                                 | D 2 - 5                                | Ligue des nations 2018-2019             | Liverpool FC                           | Entre en jeu à la place de Thomas Meunier à la 90e minute de jeu.        |
| 27                                     | 6 septembre 2019                       | Stadio Olimpico, Serravalle, Saint-Marin                    | Saint-Marin                            | V 4 - 0                                | Éliminatoires de l'Euro 2020            | Liverpool FC                           | Titulaire, remplacé par Dries Mertens à la 55e minute de jeu.            |
| 28                                     | 19 novembre 2019                       | Stade Roi Baudouin, Bruxelles, Belgique                     | Chypre                                 | V 6 - 1                                | Éliminatoires de l'Euro 2020            | Liverpool FC                           | Entre en jeu à la place de Christian Benteke à la 79e minute de jeu.     |
| 29                                     | 8 octobre 2020                         | Stade Roi Baudouin, Bruxelles, Belgique                     | Côte d'Ivoire                          | N 1 - 1                                | Match amical                            | Liverpool FC                           | Entre en jeu à la place de Jérémy Doku à la 68e minute de jeu.           |
| 30                                     | 13 novembre 2021                       | Stade Roi Baudouin, Bruxelles, Belgique                     | Estonie                                | V 3 - 1                                | Éliminatoires de la Coupe du monde 2022 | Liverpool FC                           | Entre en jeu à la place de Christian Benteke à la 83e minute de jeu.     |
| 31                                     | 16 novembre 2021                       | Cardiff City Stadium, Cardiff, Pays de Galles               | Pays de Galles                         | N 1 - 1                                | Éliminatoires de la Coupe du monde 2022 | Liverpool FC                           | Titulaire, remplacé par Dante Vanzeir à la 59e minute de jeu.            |
| 32                                     | 29 mars 2022                           | Lotto Park, Bruxelles, Belgique                             | Burkina Faso                           | V 3 - 0                                | Match amical                            | Liverpool FC                           | Entre en jeu à la place de Leandro Trossard à la 78e minute de jeu.      |

### Buts internationaux
| Buts internationaux de Divock Origi, | Buts internationaux de Divock Origi, | Buts internationaux de Divock Origi,    | Buts internationaux de Divock Origi, | Buts internationaux de Divock Origi, | Buts internationaux de Divock Origi, | Buts internationaux de Divock Origi, | Buts internationaux de Divock Origi, | Buts internationaux de Divock Origi, | Buts internationaux de Divock Origi, |
| #                                    | Date                                 | Lieu                                    | Adversaire                           | Résultat                             | Compétition                          | Détail                               | Détail                               | Détail                               | Cape                                 |
| ------------------------------------ | ------------------------------------ | --------------------------------------- | ------------------------------------ | ------------------------------------ | ------------------------------------ | ------------------------------------ | ------------------------------------ | ------------------------------------ | ------------------------------------ |
| 1                                    | 22 juin 2014                         | Stade Maracanã, Rio de Janeiro, Brésil  | Russie                               | V 1 - 0                              | Coupe du monde 2014                  | 88e                                  | du pied droit                        | 1-0                                  | 5e                                   |
| 2                                    | 10 octobre 2014                      | Stade Roi Baudouin, Bruxelles, Belgique | Andorre                              | V 6 - 0                              | Éliminatoires de l'Euro 2016         | 59e                                  | du pied droit                        | 4-0                                  | 10e                                  |
| 3                                    | 12 novembre 2014                     | Stade Roi Baudouin, Bruxelles, Belgique | Islande                              | V 3 - 1                              | Match amical                         | 62e                                  | du pied gauche                       | 2-1                                  | 12e                                  |

## Palmarès

### En club
|  |  | Liverpool FC - Championnat d'Angleterre (1) : - Champion : 2020 - Vice-champion : 2019 et 2022 - Coupe d'Angleterre (1) : - Vainqueur : 2022 - Community Shield : - Finaliste : 2019 et 2020 - Coupe de la Ligue (1) : - Vainqueur : 2022 - Finaliste : 2016 - Ligue des champions (1) : - Vainqueur : 2019 - Finaliste : 2022 - Ligue Europa : - Finaliste : 2016 - Supercoupe de l'UEFA (1) : - Vainqueur : 2019 - Coupe du monde des clubs (1) : - Vainqueur : 2019 |

### Distinctions personnelles
- Il est élu espoir belge de l'année en 2014.
- Il est 2e au Golden Boy en 2014.

## Hommage
Le 23 juin 2014 le Boudewijn Seapark de Bruges baptise un bébé dauphin du nom d'Origi en reconnaissance du but décisif que le joueur a marqué lors de la rencontre Belgique-Russie à la Coupe du monde 2014 au Brésil le dimanche 22 juin 2014.

## Vie privée
Issu d'une famille de footballeurs, Divock Origi est le fils de Mike Okoth Origi, ancien international kényan et ex-joueur du KRC Genk notamment.
Il est polyglotte et parle quatre langues : le néerlandais (lui qui est né à Ostende, dans la région flamande de Belgique), le swahili (langue parlée au Kenya, dont ses parents sont originaires), l'anglais et le français.